# Canthyporus guttatus
Canthyporus guttatus är en skalbaggsart som beskrevs av Omer-cooper 1956. Canthyporus guttatus ingår i släktet Canthyporus och familjen dykare. Inga underarter finns listade i Catalogue of Life.